# 陳凱欣
陳凱欣（英語：Rebecca Chan Hoi-yan，1977年11月19日—），香港政治人物，現任香港立法會議員（選舉委員會），前食物及衞生局政治助理，曾任Now TV新聞副採訪主任及無綫新聞主播。2020年5月21日，由於劉小麗對立法會補選的選舉呈請勝訴，其被裁定並非妥為當選，並於同年9月18日遭終審法院拒絕上訴申請，故即時喪失立法會議員資格，成為首位被撤銷資格的建制派議員；但其旋即於2021年香港立法會選舉當選並成功重返議會。

## 早年
陳凱欣早年在九龍寨城居住和長大。她先後畢業於天主教伍華小學、嘉諾撒聖家書院、保良局莊啟程預科書院及香港浸會大學傳理學院中文新聞學士。其後取得傳媒管理社會科學碩士學位。
陳凱欣於1998年（大學二年級）到無綫電視新聞及公共事務部（即現今無綫電視新聞及資訊部）實習，1999年畢業後正式加盟成為記者，主要採訪及報道醫療新聞，並於2000年4月9日起擔任翡翠台主播。而2003年，陳凱欣亦聯同當時的上司黃應士（現時已退休）及譚衛兒（前任亞視新聞副總監）前往科威特採訪伊拉克戰爭，於同年12月19日，與方東昇等一共四人一同接受K-100節目訪問。
陳凱欣於無線新聞工作期間，有媒體報導她是黃應士的契女，並曾經跟同為無線新聞主播的邱文華及李燦榮陷入三角戀。
陳凱欣於2005年11月轉投now寬頻電視任高級記者，其後晉升為首席記者，再於now新聞台開台後晉升為助理採訪主任，主要協助港聞的採訪管理工作，甚少外出作現場報道（近作：親自帶隊到瑞士日內瓦，為now財經台報道前任衛生署署長陳馮富珍醫生當選聯合國轄下世界衛生組織總幹事；及訪問時任香港政府食物安全專員、前衛生署署長陳漢儀醫生）。此外，她亦負責主持及監製now新聞台醫學專題節目《杏林在線》。
陳凱欣因採訪關係而認識曾公開要求安樂死的鄧紹斌，其後兩人成為好友，於其2012年病逝時在醫院陪伴在側，並代表其親友向外界發表聲明。

## 政治生涯

### 行政公職
2012年12月1日，陳凱欣向now新聞台辭職，以加入香港特別行政區政府任職食物及衞生局政治助理，直至2017年6月30日任期屆滿後離任。離任公職後出任慈善機構「好聲服務公司」行政總裁，直至2018年辭職。

### 立法會議員
2018年8月，有傳媒報道陳凱欣擔任建制派九龍社團聯會的「健康大使」，以「健康大使」的身份出席有多個公開活動，並在紅磡某大廈牆身掛巨型海報，藉此增加她的曝光率，直至她在2018年9月辭任該職位。
2018年10月4日，她手持1125個提名，陳凱欣同時在前保安局局長黎棟國、前食物及衞生局局長高永文、前香港立法會主席曾鈺成、民建聯李慧琼和經民聯主席盧偉國及主要官員等人陪同下，報名參選2018年11月香港立法會九龍西地方選區補選。她稱香港目前需要實幹的議員，不應「講多過做」，會以議會內實幹的人作為榜樣。

#### 多次迴避自己代表建制派
陳凱欣參選期間的拉票與支援網絡都是屬於建制派勢力，對此她多次迴避自己代表建制參選，直到後期的造勢大會上才承認自己是建制派的唯一代表。

#### 成功當選及就任議員

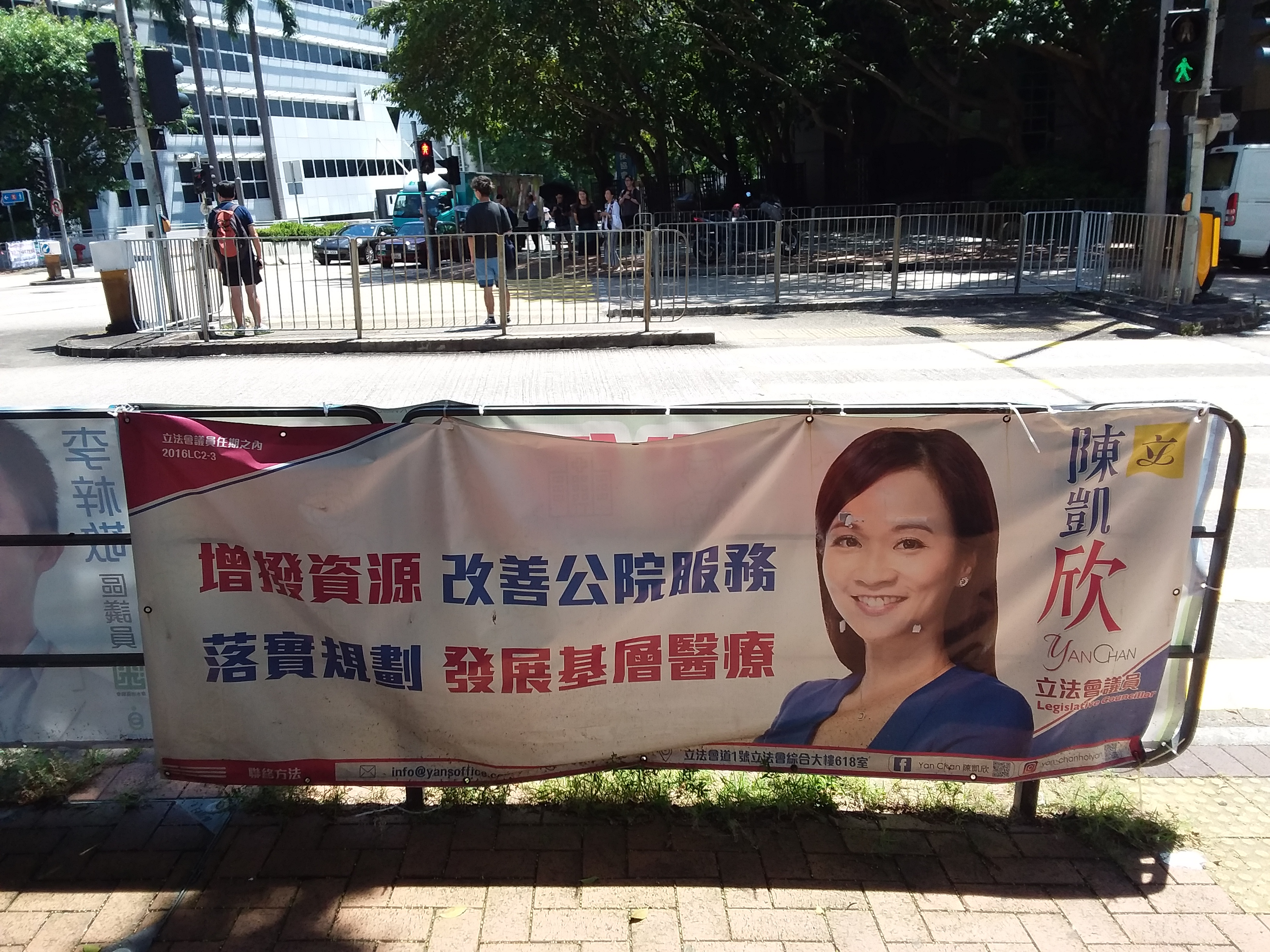
陳凱欣的宣傳橫額

陳凱欣在2018年11月香港立法會九龍西地方選區補選中代表建制派出選，她在選舉中獲得106,457票，以百份之49.52的得票比例當選成為立法會議員，並幾乎全數接收同年3月補選時由鄭泳舜代表建制派出選之所得票數，以及高於其主要對手李卓人及馮檢基所得票數之總和。而陳凱欣於當選議員後，於緊接選舉後的11月28日之立法會大會會議中宣誓就職。宣誓當日卻再爆出爭議事件，陳凱欣的丈夫及其父母進入立法會的一二層，並與陳合照。但根據指引，議員訪客並不能在立法會大樓內受訪，又或進入除訪客區外的樓層，所以立法會職員都馬上請陳凱欣家人離開。

#### 喪失議席

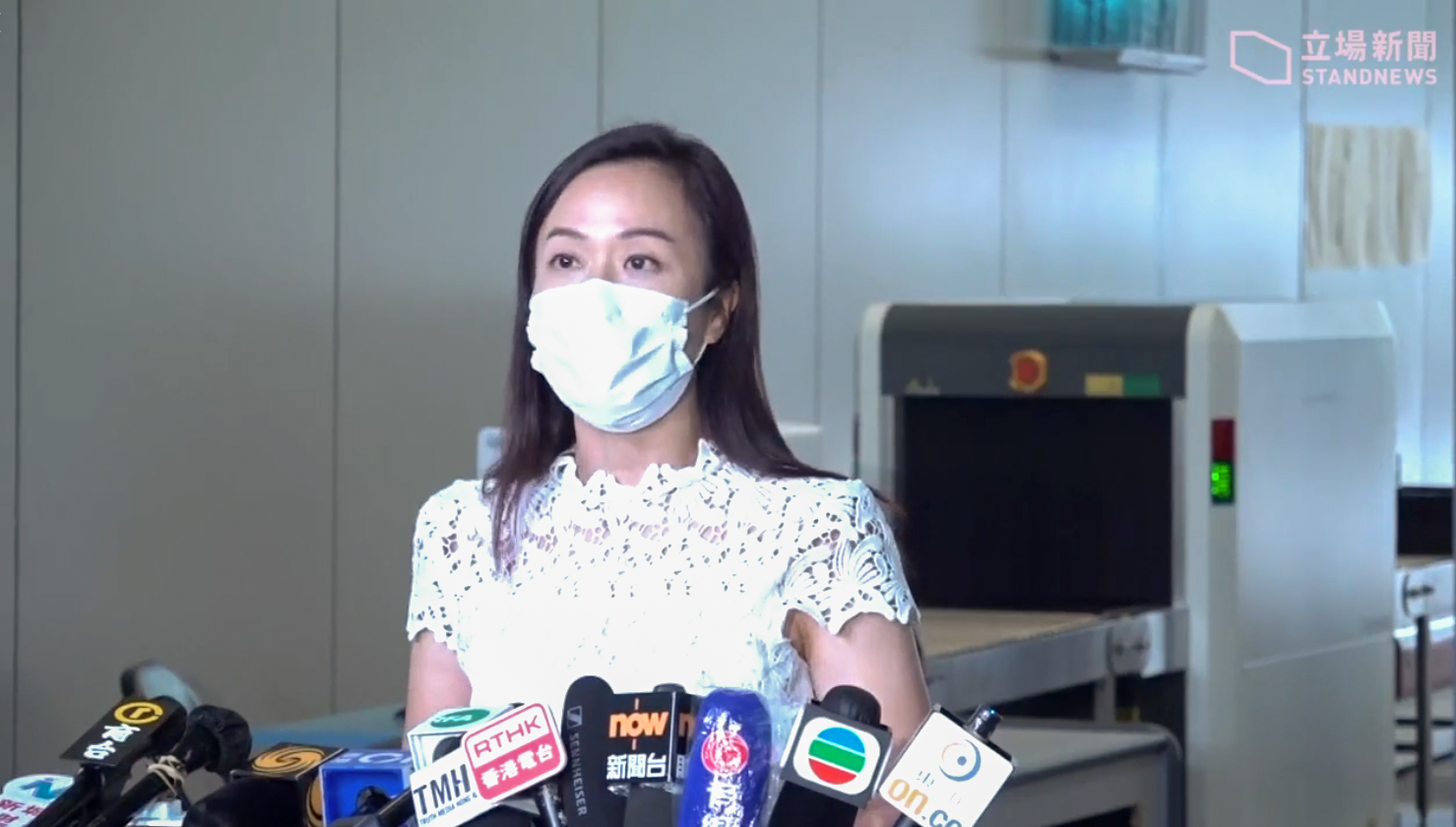
陳凱欣對裁決感失望，稱現時非適當時候進行補選

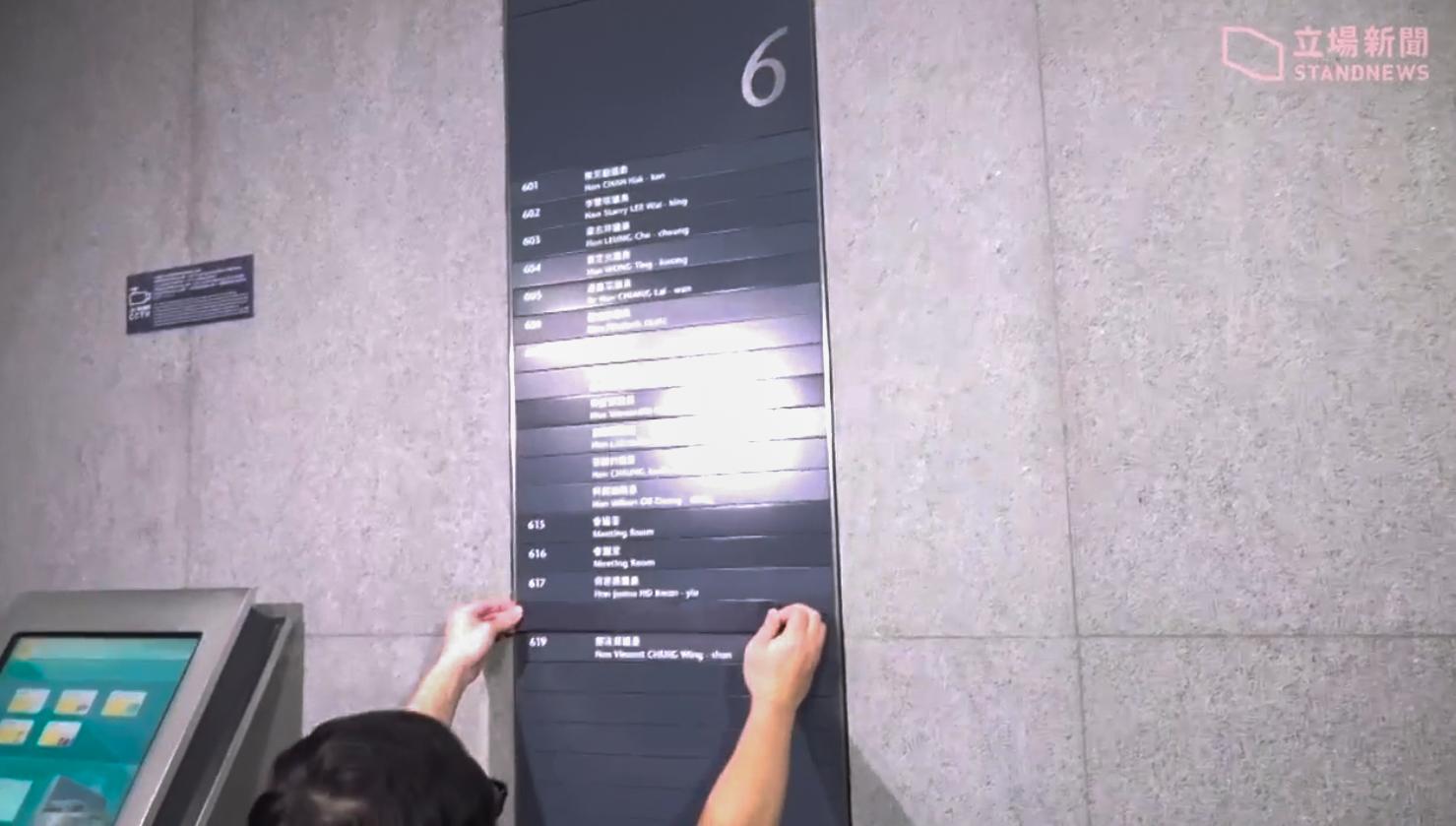
2020年9月18日，立法會職員除去陳凱欣水牌

2020年5月21日，在補選中被裁定提名無效的劉小麗選舉呈請勝訴，陳凱欣被判為「非妥為當選」，但陳未決定是否上訴。根據法例，陳可在14個工作日時間到決定是否上訴到終審法院，暫緩原訟庭裁決的生效時間直至6月10日，期間議員資格維持，而上訴後資格保留至終審法院判決。
2020年6月10日，陳凱欣表示聽取法律意見後決定提出上訴至終審法院，她指在未有最終判決前，自己仍是立法會議員，會繼續履行其職責。陳凱欣又指，無從估計上訴結果，但強調無論結果如何，都會欣然接受。
2020年9月18日，終院拒絕批出上訴許可，意味着她即時失去其議席。她表示自己有心理準備，但對裁決感到失望。指如果未來有任何崗位，她會發揮自己能力去做。

#### 重返立法會
陳凱欣於2020年7月宣布參與2020年香港立法會選舉競逐連任，為保住建制第三席，亦邀到當區樁腳合組名單，其名單排第二者為自由黨區議員何顯明，第三者是工聯會成員李文傑，第四者則是前勞聯成員、2016年選舉新思維狄志遠名單中的陳麗紅。但此等經濟左翼與右翼共同出選安排，被批評為將階級立場、政見政綱、民生議題均拋諸腦後的「四不像名單」；然而2020年選舉最終因疫情被政府取消，陳因被法庭宣判無效當選亦無如其他議員一樣獲延任安排。
2021年11月6日，陳再度宣布參與2021年香港立法會選舉選舉委員會界別，並成功當選重返議會。

## 個人生活
陈凯欣丈夫邱文华任職於信和集團，曾為林郑月娥助选公关。兩人育有一子一女。

### 演出
- 2021年：輝哥為食遊IV（嘉賓）
- 2023年：香港飯局（嘉賓主持，與徐英偉合作）
- 2022年11月5日：新聞透視（負責探望小腦萎縮症患者陳施惠，藉此爭取安樂死合法化）
- 2023年6月25日：思家大戰（回歸以來首次有在任立法會議員成為TVB遊戲節目參賽者）

## 軼聞
- 2023年TVB台慶劇《新聞女王》飾演「許詩晴」的高海寧，結局安排她轉行從政，被指影射現實中的陳凱欣。

## 外部連結
- 陳凱欣的Instagram帳戶

- now寬頻電視主播及記者非官方檔案[]
- 香港電台 《傳媒春秋》 now 新聞台（页面存档备份，存于）
- My future@HKBU 校友專訪之走入社會
- 政壇：陳凱欣人工十萬唔易賺（页面存档备份，存于）
- 政情：陳凱欣做政助乜都學（页面存档备份，存于）

| 政府职务      | 政府职务                                             | 政府职务      |
| ------------- | ---------------------------------------------------- | ------------- |
| 前任： 陳智遠 | 香港食物及衛生局政治助理 2012年12月1日-2017年6月30日 | 繼任： 鄭守崗 |